# إكسان
إكسان هي مستوطنة، ومدينة، تتبع مقاطعة جولا الشمالية، بلغ عدد سكانها 302٬310 نسمة، في 2015، تبلغ مساحتها 507 كيلومتر مربع، رمزها البريدي هو 570-010 - 570-998.

## مدن توأم
المدن التوأم:
- أودنسه
- تشنجيانغ
- غيونغجو.

## أعلام
- سون مي